# Flygledning

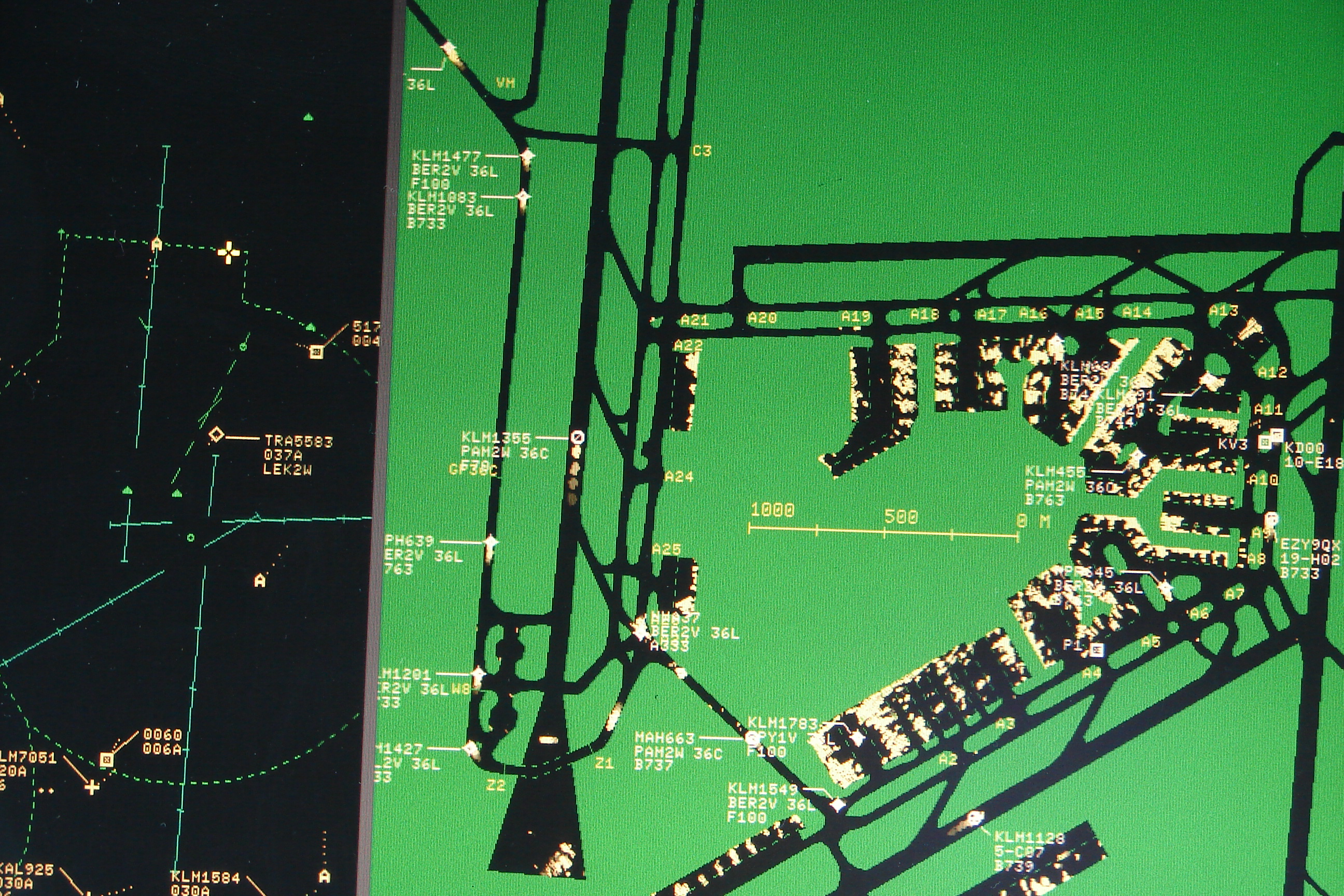
Flygradar över Amsterdam-Schiphols flygplatss landningsbanor och taxibanor.

Flygledning, även kallat Air Traffic Control (ATC), innebär att flygledare på marken dirigerar flygplan i luften om var och hur de ska flyga. De guidar flygplanen till sina destinationer och säkerställer att flygplanen håller nödvändigt avstånd till varandra för att undvika kollision. 
Flygledningen tar del av en digital färdplan som lämnas in och distribueras till berörda flygledningar. Det finns två olika regelverk att förhålla sig till, visuella flygregler (VFR, Visual Flight Rules) och instrumentflygregler (IFR, Instrument Flight Rules). VFR kräver i enstaka fall att en färdplan lämnas in, medan IFR alltid kräver en inlämnad färdplan.
På radar ser flygledaren alla flygplan inom varje ATC-område som de har ansvar för.

## Klarering
När flygningen ska påbörjas begär piloten en klarering (benämndes förr på svenska "färdtillstånd", engelska "clearance") om flygningen planeras att ske i kontrollerat luftrum, i annat fall kan piloten starta utan någon kontakt med flygledningen. Cirka 40 av Sveriges 200 flygplatser är belägna i kontrollerat luftrum och endast fyra av dessa är bemannade dygnet runt. Genom klarering godkänner flygledningen hur flygningen är planerad att genomföras.
I Sverige separerar flygledningen i kontrollerat luftrum normalt inte VFR-flygningar inbördes, men separerar VFR från IFR och IFR inbördes. Vid flygning i okontrollerat luftrum ansvarar alltid befälhavaren ombord för att  undvika kollisioner med andra luftfartyg och därför finns heller inget krav på kommunikationsradio där. Genom att ställa in olika frekvenser på kommunikationsradion (frekvensband 118,000–136,975 MHz) kan piloterna hålla kontakt med flygledarna på marken och med andra luftfartyg.

## Typer av flygledning
I grova drag finns tre typer av flygledning: flygplats-kontrolltjänst, terminal-kontrolltjänst (in- och utflygning) och områdes-kontrolltjänst. Under flygningen hålls kontakt med den flygledning som har ansvaret för det område som flygplanet rör sig i och besättningen får instruktioner när så behövs. Konversationen sker på hemlandets språk eller på engelska (se även Flygtrafiktjänst).
På en del svenska flygplatser tillämpas en förenklad form av flygledning som kallas AFIS (Aerodrome Flight Information Service) där flygledartornet endast ger information till piloterna och dessa därefter får manövrera så de inte kolliderar med andra flygplan. 
Varje flygning har en anropssignal (engelska: "call-sign") som antingen består av flygplanets registrering eller ett bolagsnamn och flygnummer. Om man till exempel ska flyga från Arlanda till Sturup med SAS så kan man få flygnumret "SK113". SAS:s anrop är alltid "Scandinavian" och då blir det "Scandinavian One-One-Three".

## Exempel
Här följer fraseologiexempel för SAS114 som ska landa på Arlanda. Förutsättningen är att flygplanet är i nedstigning till FL 110 (11 000 fots höjd) på en NILUG-landning på bana 26 och anropar flygtrafikledningen på Arlanda, "Stockholm approach":
SK114: "Stockholm approach. Scandinavian One-One-Four inbound NILUG, passing flight level one-eight-zero, descending to flight level one-one-zero." (planet begär tillstånd att gå ner till flygnivån 110). 
Stockholm approach: "Scandinavian One-One-Four, Stockholm approach. Identified. Descend to Flight Level Seven Zero, and leave Tebby heading Zero-Four-Zero for vectors to runway Two-Six" (planet får instruktion att istället gå ner till flygnivå 70, och att vid punkten "Tebby" ändra till kurs 040°). 
SK114: "Descend Flight Level Seven Zero, and leaving Tebby heading Zero-Four-Zero for vectors to runway Two-Six, Scandinavian One-One-Four" (planet bekräftar instruktionen genom att upprepa den).
Stockholm approach: "Scandinavian One-One-Four. Descend to altitude Two-Thousand Five Hundred feet QNH 1013" (flygledningen instruerar planet att gå ner till flygnivå 2500 fot). 
SK114 "Descending to altitude Two-Thousand Five Hundred feet QNH 1013. Scandinavian One-One-Four" (planet bekräftar).
Stockholm approach: "Scandinavian One-One-Four. Turn left heading Three-Five-Zero" (instruktion att styra kurs 350°).
SK114 "Turning left heading Three-Five-Zero. Scandinavian One-One-Four".
Stockholm approach: "Scandinavian One-One-Four. Turn left heading Two-Niner-Zero. Cleared ILS-approach Runway Two Six. Report established".
SK114 "Turning left heading Two-Niner-Zero. Cleared ILS-approach Runway Two Six. Wilco. Scandinavian One-One-Four"..
SK114 "Scandinavian One-One-Four. Established inbound Runway Two-Six".
Stockholm approach: "Scandinavian One-One-Four. Contact Arlanda Tower One-Two-Eight decimal Seven-Two-Five" (planet instrueras att byta till frekvens 128,725 MHz).
SK114 "One-Two-Eight decimal Seven-Two-Five. Scandinavian One-One-Four".

## Virtuell flygledning
På Internet kan man simulera flygledning, så kallad virtuell flygledning. De två största organisationerna för detta är VATSIM och IVAO.